# Мокшанский 306-й пехотный полк
306-й пехотный Мокшанский полк — пехотная воинская часть Русской императорской армии второй очереди. Сформирован для участия в Первой мировой войне.

## История
17 июля 1914 года от 162-го пехотного Ахалцыхского полка, расквартированного в Казани, отделили кадр в составе 19 офицеров и 280 нижних чинов на формирование в Адмиралтейской слободе второочередного 306-го пехотного Мокшанского полка 77-й пехотной дивизии.
Полк в течение войны входил в состав 27-го и 46-го армейских корпусов, 2-й и 3-й армий Юго-Западного фронта, участвовал в Варшавско-Ивангородской операции, в боях на р. Стырь, у крепости Ковно и на Владимиро-Волынском направлении. Расформирован в марте 1918.

## Командиры полка
- 01.08.1914	— 22.12.1914 — полковник Гусев, Николай Викторович[1]
- xx.xx.1914-19.09.1915 — полковник Вялов, Степан Ефимович
- 19.09.1915-после 01.1917 — полковник Ибрагимов, Магомед Чанка
- 1917 — полковник Торейкин, Степан Михайлович

## Знамя
- Знамя образца 1880 года (пожаловано 7 апреля 1880 года 214-му пехотному резервному Мокшанскому полку). Медальоны светло-синие, шитье золотое. Навершие образца 1857 года (армейское). Древко чёрное. Хранилось в 3-м батальоне 189-го пехотного Измаильского полка.